# بريمية إيدوية
بريمية إيدوية (الاسم العلمي:Leptospira idonii) هي نوع من البكتيريا تتبع جنس البريمية من فصيلة نظيرات البريمية.